# 造山古墳群
造山古墳群（つくりやまこふんぐん）は島根県安来市にある古墳時代の古墳群。周辺に分布する他の墳墓群と複合して「荒島古墳群（あらしまこふんぐん）」の名称で国の史跡に指定されている。また、さらに広域の概念である荒島墳墓群の構成遺跡でもある。安来市により歴史公園「古代出雲王陵の丘」として整備されている。

## 概要

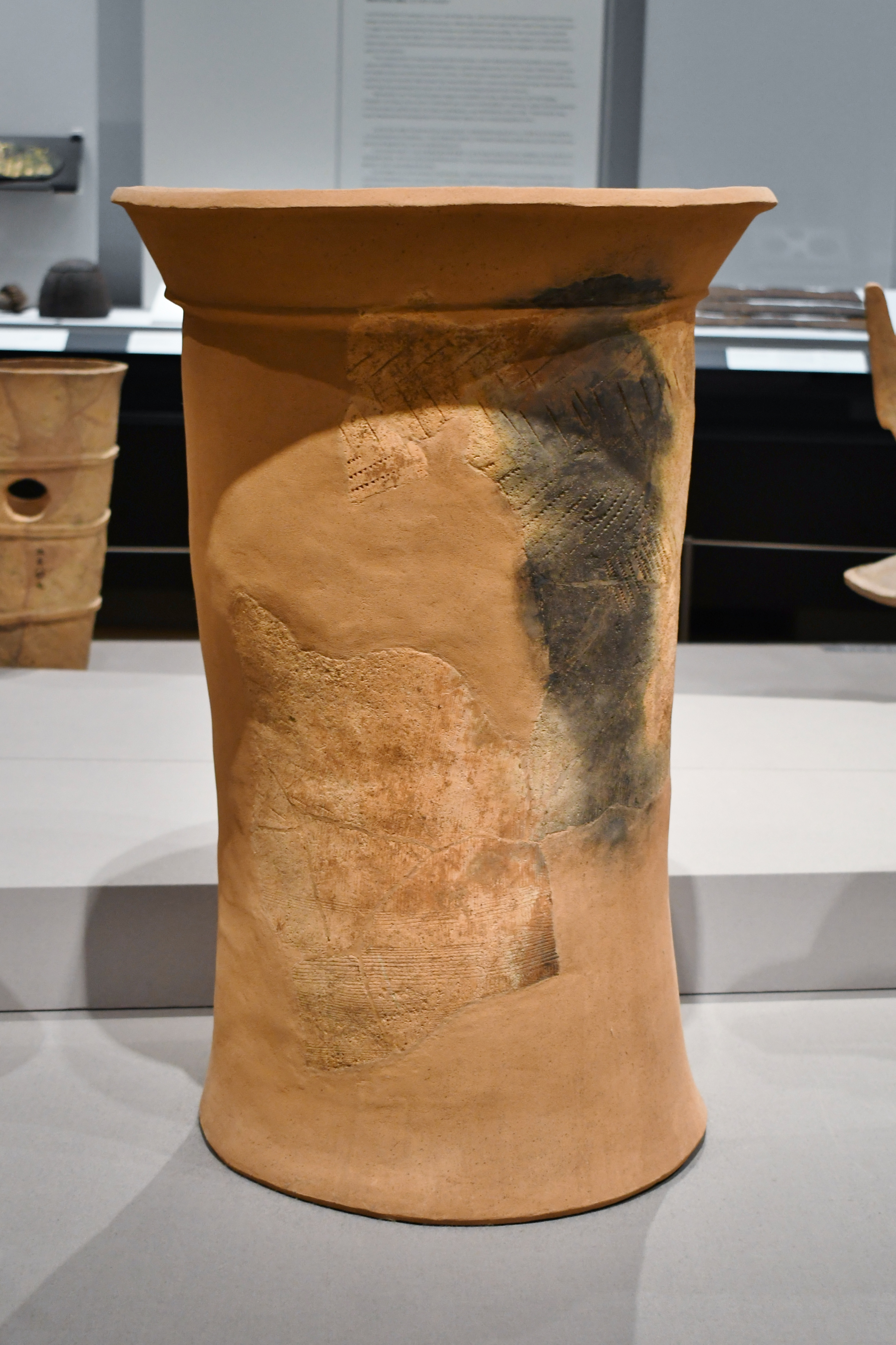
1号墳 円筒埴輪東京国立博物館展示。

1号墳は一辺60メートルの古墳時代前期の方墳で、この時代のものとしては全国でも最大級のものである。1936年（昭和11年）・1938年（昭和13年）に竪穴式石室が次々と検出された。副葬品には三角縁神獣鏡、方格規矩四神鏡、紡錘車型石製品、ガラス製管玉、鉄刀、鉄剣、刀子などが出土した。1936年（昭和11年）12月16日に、「造山古墳」の名称で単体で国の史跡に指定された。
3号墳は、古墳時代前期に作られた方墳で、長辺38メートル×短辺30メートルを測る。1965年（昭和40年）に竪穴式石室から斜縁二神二獣鏡、碧玉製管玉、ガラス小玉、刀子、ヤリガンナが出土している。1965年（昭和41年）5月31日に3号墳単体で島根県指定史跡に指定された。
この他、丘陵の最高所には全長50メートルの前方後方墳（2号墳）や小型古墳（4号墳）があり、この2基は1991年（平成3年）に試掘調査され、6世紀前半頃に築造されたものと考えられている。また、上記4基からやや離れた位置に5号墳が所在する。
近隣には、造山1号墳と同様に古墳時代前期に築造された方墳のうち全国最大規模である大成古墳（おおなりこふん）もあり、石棺からは三角縁神獣鏡・素環頭大刀などが1911年（明治44年）に出土している。この素環頭大刀は、刀匠・河内国平により復元品の製作が行われ、その現物は安来市立和鋼博物館に展示されている。

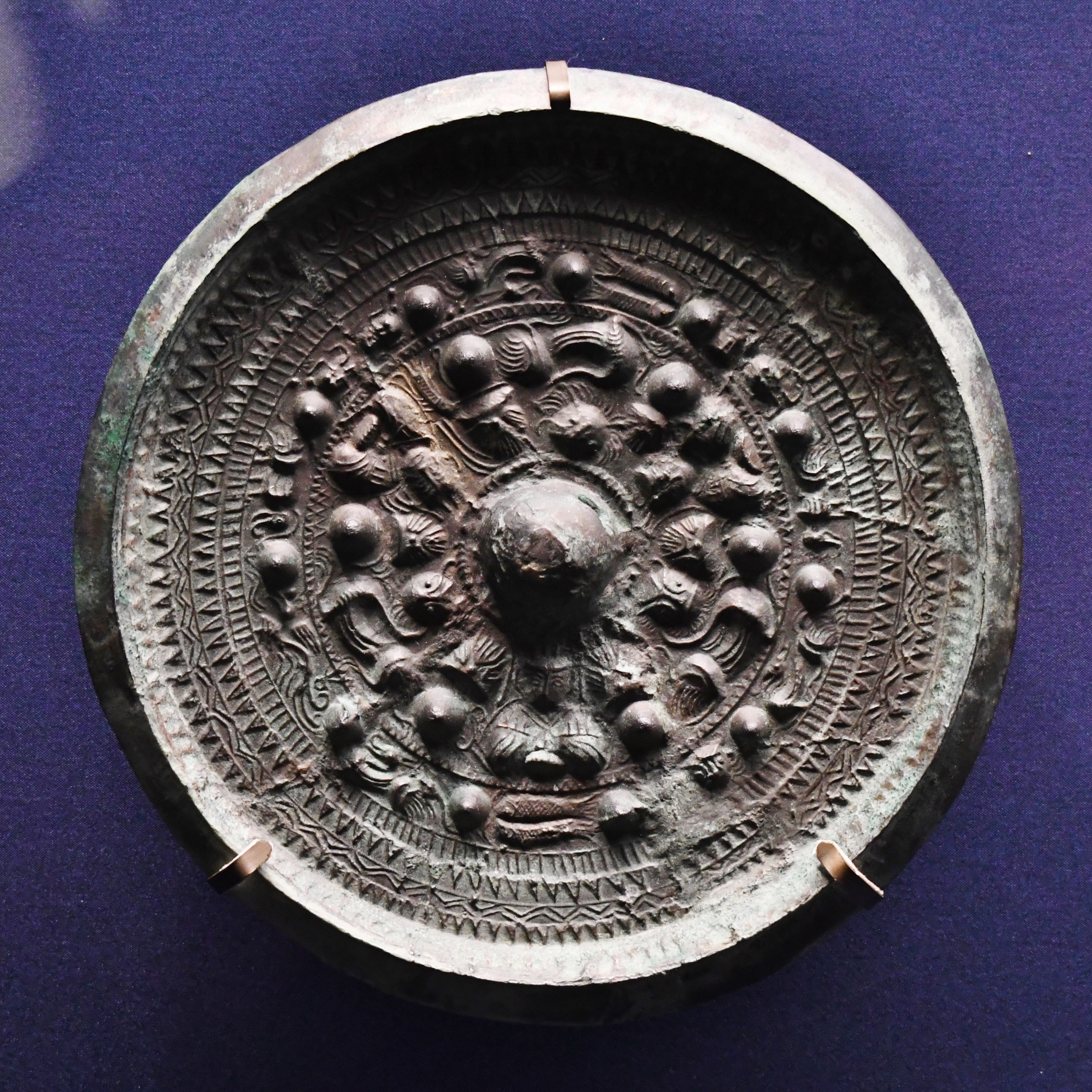
1号墳 三角縁神獣鏡（複製） 島根県立古代出雲歴史博物館展示。
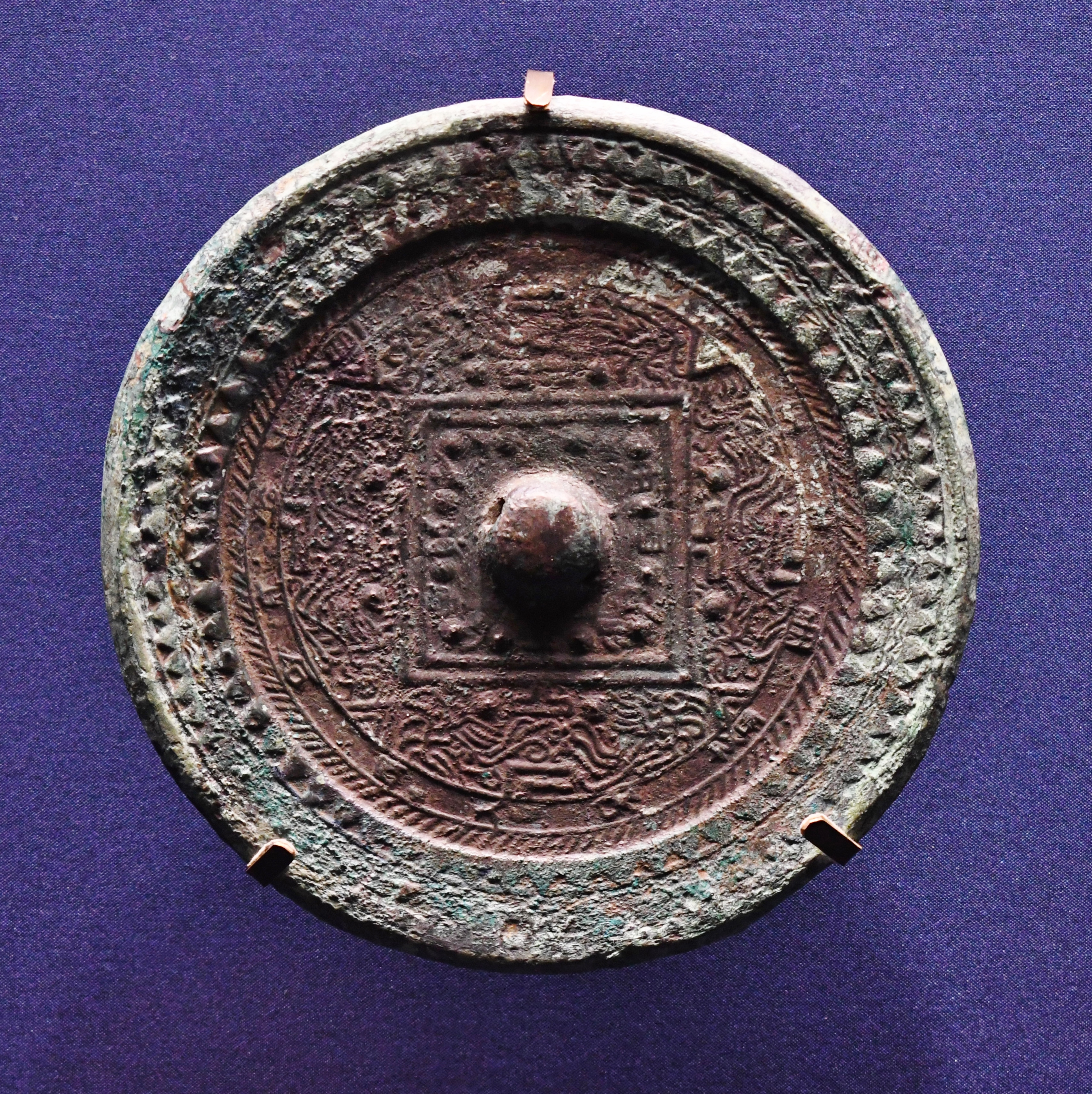
1号墳 方格規矩鏡（複製） 島根県立古代出雲歴史博物館展示。
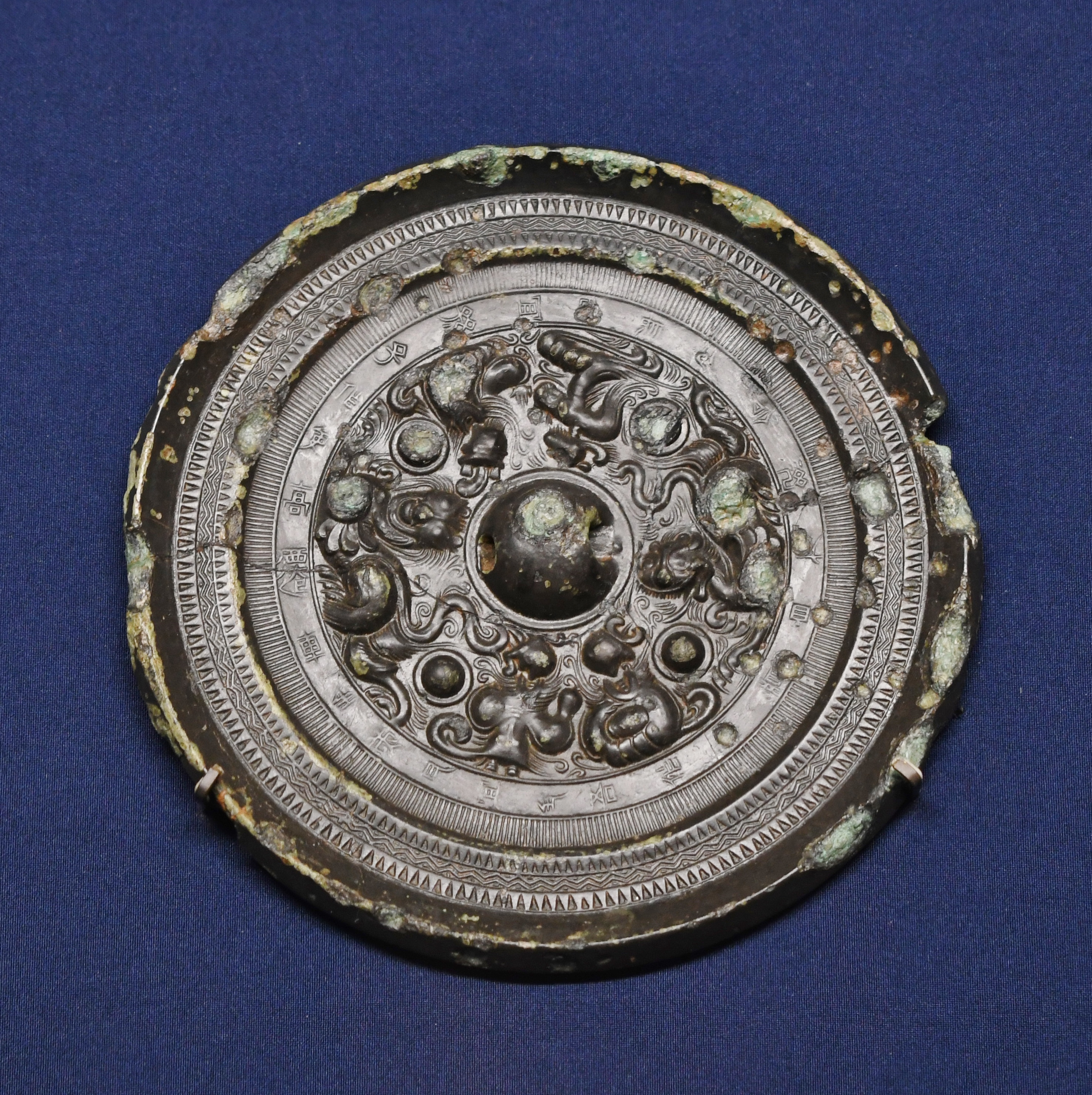
3号墳 斜縁神獣鏡 島根県立古代出雲歴史博物館展示。

## 文化財
上記のように、1号墳が国の史跡、3号墳が島根県の史跡に指定されていたが、文化庁は、名称変更および追加指定の形をとり、1999年（平成11年）7月13日付けで造山古墳群（2-4号墳）・大成古墳・塩津山墳墓群（1-11号墳）を「荒島古墳群（あらしまこふんぐん）」の名称で一括し、国の史跡に指定した。